# Direktoarstil

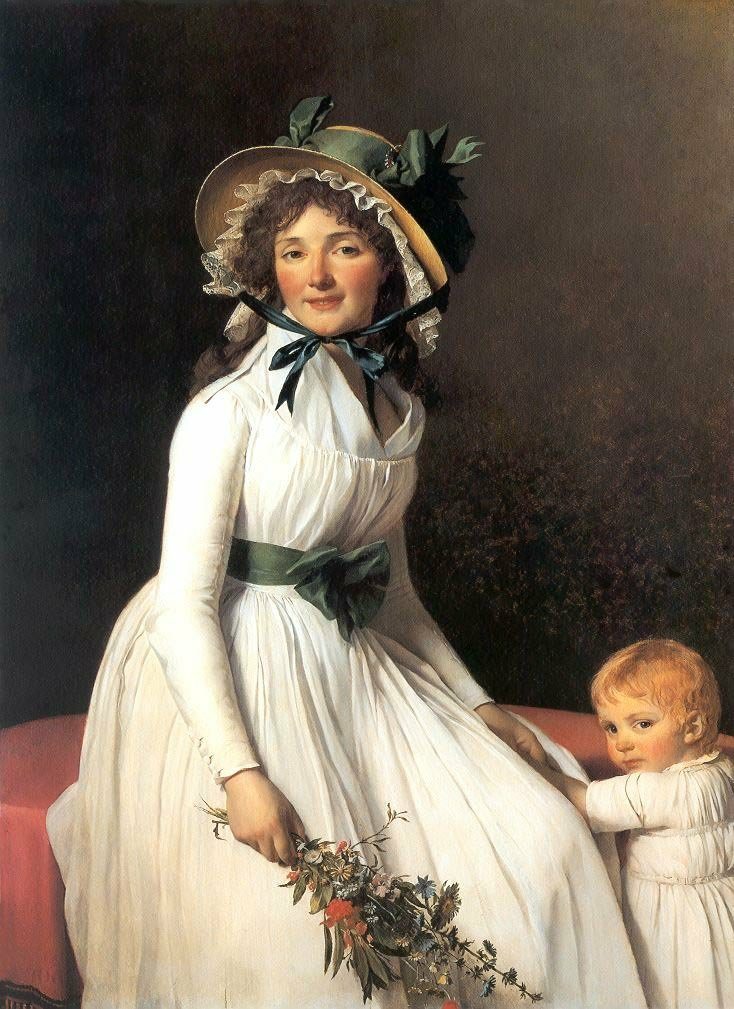
Madame Sériziat i direktoarmode, målad av Jacques-Louis David.

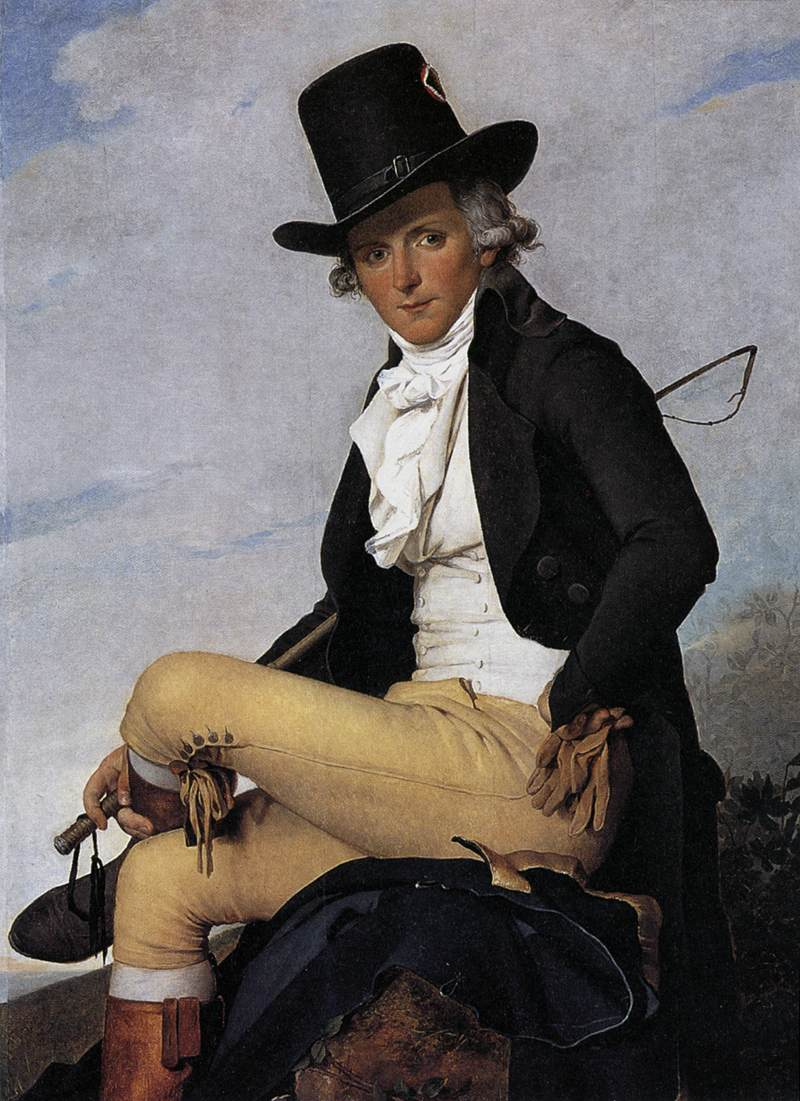
Pierre Sériziat i direktoarmode, målad av Jacques-Louis David.

Direktoarstil är en konstriktning som i Frankrike varade under direktoriets tid på 1790-talet.
Stilen utmärktes av torr, klassicistisk anda, särskilt framträdande i konstindustrin. Den inledde empirestilen.
Främst brukar man dock tala om direktoarstil inom modet, och där åsyftas det klädskick som hastigt utvecklades efter franska revolutionen 1789 och som avlöstes av kejsarmodet omkring 1804. 
Ett direkt revolutionsmode var införandet av långbyxorna. I damdräkten avskaffades allt som tillhörde den gamla stilens mode: de höga klackarna, det pudrade håret, styvkjolen och framför allt snörlivet. Klänningen var löst sittande med högt skuret liv, och blev efterhand alltmer antikinspirerad. Håret bars lössläppt, uppsatt med hårband eller i turban.
Inom herrdräkten försvann peruken. Till en början bars oftast hårpiska, men denna ersattes senare med kortklippt hår. Stövlar blev också moderna. Det trekantiga hatten lades bort och ersattes med en bicorn eller cylinderhatt, oftast mycket stora hattar. En stor kravatt lindades högt om halsen över uppstående skjortkragar, rockslagen blev ofta enorma. I sin extrema form kallades dess modelejon i 1790-talets Frankrike skämtsamt för incroyables ("otroliga") eller merveilleuses ("underbara").